# یواس‌اس سیلف (پی‌وای-۵)
یواس‌اس سیلف (پی‌وای-۵) (به انگلیسی: USS Sylph (PY-5)) یک کشتی بود که طول آن 123 ft 8 in بود. این کشتی در سال ۱۸۹۸ ساخته شد.